# راودون (كيبك)
راودون، كيبك (بالإنجليزية: Rawdon) هي مدينة كندية تقع في مقاطعة كيبك. تبلغ مساحة هذه المدينة 186.9516 (كم²)، ويبلغ عدد سكانها 10058 نسمة حسب إحصاء سنة 2006 م، بينما كان يسكنها 8648 نسمة في سنة 2001 م. تحتل هذه المدينة المرتبة رقم 379 بين مدن كندا حسب عدد السكان والمرتبة رقم 95 في المقاطعة. النمو سكاني في هذه المدينة يقدر بـ(16.3).

## وصلات خارجية
- الأطلس الحكومي لكندا
- إحصاءات كندا مع ساعة تعداد السكان نسخة محفوظة 23 مارس 2008 على موقع واي باك مشين.